# Guerra de Devolução
Na Guerra da Devolução de 1667 a 1668 (em francês:  Guerre de Dévolution, em neerlandês:  Devolutieoorlog), a França ocupou grandes partes dos Países Baixos Espanhóis e Franco-Condado, ambas então províncias de Espanha. O nome deriva de uma lei obscura conhecida como Jus Devolutionis, usada por Luís XIV da França para alegar que esses territórios haviam sido "devolvidos" a ele por direito de casamento com Maria Teresa da Espanha.
Na luta, os franceses encontraram resistência mínima; no entanto, Louis estava mais preocupado em afirmar seus direitos de herança no Império Espanhol e, consequentemente, retornou muitos de seus ganhos em maio de 1668 Tratado de Aix-la-Chapelle. Os termos foram acordados pelo Imperador Leopoldo I em janeiro de 1668, reforçado pela Tríplice Aliança de 1668 entre a Inglaterra, a Suécia e a República Holandesa.
O conflito marcou o fim da aliança franco-holandesa de longa data e foi a primeira das guerras de expansão francesas que dominaram a Europa pelos próximos 50 anos.

## Antecedentes
Como parte do Tratado dos Pirenéus de 1659 que encerrou a Guerra Franco-Espanhola, Luís XIV da França casou-se com Maria Theresa, filha mais velha de Filipe IV de Espanha. Apesar de estar enfraquecido por quase um século de guerra contínua, o Império Espanhol incluiu possessões na Itália, na Países Baixos Espanhóis, na Filipinas e as Américas, e embora não mais a grande potência dominante, permaneceu praticamente intacta. Para evitar sua aquisição pela França, Maria Teresa renunciou aos seus direitos de herança; em troca, foi prometido a Louis um dote de 500.000 ouro écus, uma quantia enorme que nunca foi paga.
Quando o Cardeal Mazarin morreu em 1661, Louis assumiu o controle do estado e iniciou uma política expansionista. Seu Ministro das Finanças Jean-Baptiste Colbert afirmou que o controle dos Países Baixos Espanhóis eram essenciais para o crescimento econômico francês, o que implicava conflito com Espanha, Imperador Leopoldo I e a República Holandesa, um aliado francês de longa data. A Paz de Münster de 1648 confirmou a independência holandesa e deu a Amsterdã o controle do comércio através do Noroeste da Europa, fechando permanentemente
o estuário Scheldt. Manter esse monopólio era uma prioridade holandesa.
Em 1663, Louis concluiu que os Estados Gerais dos Países Baixos nunca concordariam voluntariamente com suas exigências e iniciou planos para tomar a Holanda espanhola, embora as negociações continuaram a evitar levantar suspeitas. Conforme exigido pelo Tratado Franco-Holandês de Paris de 1662, a França entrou na Segunda Guerra Anglo-Holandesa em julho de 1665, fornecendo uma desculpa para o sua construção militar; Louis também calculou que isso tornaria mais difícil para os holandeses se oporem a ele. A morte de Philip em setembro deixou seu filho de quatro anos Charles como rei, e sua viúva Mariana da Áustria como regente. Se Carlos morresse, Leopoldo herdaria o Império Espanhol.
Os advogados franceses argumentaram que, como o dote não foi pago, a renúncia de Maria Teresa era inválida e seus direitos "devolvidos" a Luís sob o Jus Devolutionis, uma lei obscura que restringe a herança aos filhos do primeiro casamento. Com base nisso, ele reivindicou a maior parte da Holanda espanhola, incluindo Brabant e Limburgo, as cidades de Cambrai, Antuérpia e Mechelen, Upper Guelders, os condados de Namur, Artois e Hainaut, e posses relacionadas. Leopoldo e Mariana negou provimento a este pedido, pois a lei se aplicava apenas em Brabant, Namur e Hainault e dizia respeito à propriedade privada, não aos direitos feudais; no entanto, isso deu a Louis uma justificativa legal para suas ações.
Consciente das intenções francesas, o governo de Mariana procurou acabar com a Guerra da Restauração Portuguesa, firmar uma aliança com a Inglaterra e romper a relação franco-holandesa. Louis contra-atacou com o Tratado de Lisboa, uma aliança de dez anos com Portugal, e pagou potenciais oponentes como Brandemburgo para permanecerem neutros.
Leopoldo foi ocupada com a Grande Guerra Turca, enquanto o Ministro das Relações Exteriores Hugues de Lionne também estendeu a Liga do Reno anti-austríaca até 1668.
Em 8 de maio, todos os embaixadores franceses na Europa leram uma declaração, alegando que Luís estava tomando posse de terras que por direito lhe pertenciam. Em meados de maio, as negociações para acabar com a Guerra Anglo-Holandesa começaram em Breda entre a República, Dinamarca-Noruega, França e Inglaterra; pouco antes, Grand Pensionary Johan de Witt soube que Louis e Carlos II de Inglaterra haviam combinado secretamente termos em avanço, aumentando a pressão sobre os holandeses para não se oporem aos objetivos franceses.
A guerra iminente acabou com a relutância da Espanha em aceitar a soberania portuguesa; o Tratado de Madrid anglo-espanhol, assinado em 23 de maio, concedeu à Inglaterra substanciais privilégios comerciais, em troca de ajuda para acabar com a guerra com Portugal.

## Guerra

### Maio a setembro de 1667; Holanda espanhola

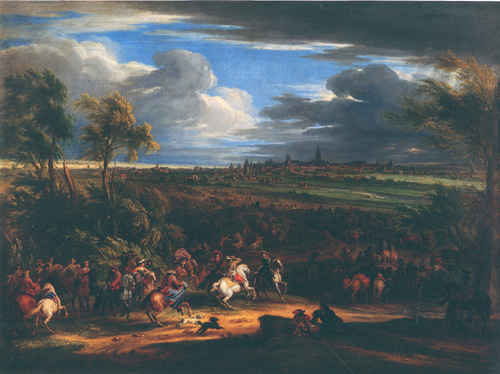
Cerco de Courtrai durante a Guerra de Devolução.

Também conhecida como Flandres, a Holanda espanhola era uma área compacta, dominada por canais e rios. Até o advento das ferrovias no século 19, mercadorias e suprimentos eram em grande parte transportados por água; campanhas neste teatro se concentraram no controle de pontos fortes ao longo de rios como o Lys, Sambre e Meuse.
Após 1659, uma série de reformas militares iniciadas por Michel Le Tellier tornou o exército francês mais profissional, melhorando sua logística.
Isso permitiu que eles colocassem números maiores em campo, por períodos mais longos; em 1667, o exército tinha uma força autorizada de 80.000, dos quais 51.000 foram mobilizados para a campanha. Turenne foi nomeado comandante supremo; sua força principal de 35.000 homens e o trem de artilharia estavam concentrados em torno de Mézières,
no rio Meuse. Outros 9.000 sob Antoine de Rochebaron prepararam-se para avançar o Lys, via Kortrijk e Oudenaarde; de Créquy e 6.000 cavalaria leve estavam baseados em Sierck-les-Bains, garantindo seu flanco contra um ataque da Alemanha. Acompanhados por Louis e sua comitiva, os franceses cruzaram a fronteira em 24 de maio.
Consciente desses preparativos, o governador espanhol Castel Rodrigo solicitou urgentemente fundos adicionais de Madrid. Apesar de gastar a enorme soma de 1,5 milhão escudos no casamento de sua filha, Mariana conseguiu aumentar as forças disponíveis para ele de 11.000 em meados de 1666 para 27.000 em abril de 1667.
Embora insuficiente para defender todas as posições, os espanhóis não precisavam fazê-lo. Com o tempo, foi aceito que até as fortificações mais fortes cairiam e seu objetivo principal era atrasar, enquanto os defensores mobilizaram reservas ou encontraram uma solução diplomática. Capturar cidades era relativamente fácil, mantendo-as com muito mais força, já que cada guarnição enfraquecia o exército de campo; no próximo século, a França enfrentou esse dilema estratégico várias vezes neste teatro.
O primeiro objetivo de Turenne foi Charleroi, uma importante base de suprimentos espanhola; Castel Rodrigo não conseguiu segurá-lo e retirou-se para Bruxelas, primeiro destruindo suas fortificações.
Em 2 de junho, De Montal foi nomeado governador francês e recebeu uma guarnição de 3.000, enquanto Vauban começou a reconstruir suas defesas. No final de julho, Rochebaron capturou Tournai,
Kortrijk e Oudenarde; Turenne avançou em Dendermonde, com a intenção de tomar Antuérpia. Em 31 de julho, os tratados de paz foram assinados em Breda e os holandeses iniciaram discussões com a Inglaterra e a Espanha sobre a criação de uma aliança diplomática contra a França. Ao mesmo tempo, Castel Rodrigo abriu as defesas aquáticas, inundando a terra e parando o avanço francês. Turenne se retirou e em 10 de agosto sitiou Lille, capital da região da Valônia e uma importante centro comercial.
A guarnição foi autorizada a se retirar depois de se render em 28 de agosto; três dias depois, de Marchin e uma força de socorro espanhola de 12 mil destacamento de cavalaria francesa na estrada de Bruges serem ordenados para interromper sua retirada, Bellefonds e de Créquy infligiram quase 2 mil baixas; no início de 1668, Louis criou Marechais da França. Em 12 de setembro, Turenne capturou Aalst mas embora suas tropas tenham sofrido relativamente poucas baixas em batalha, a doença era um problema muito maior; no início de outubro, a campanha para o inverno terminou.

### Negociações; inverno 1667/1668

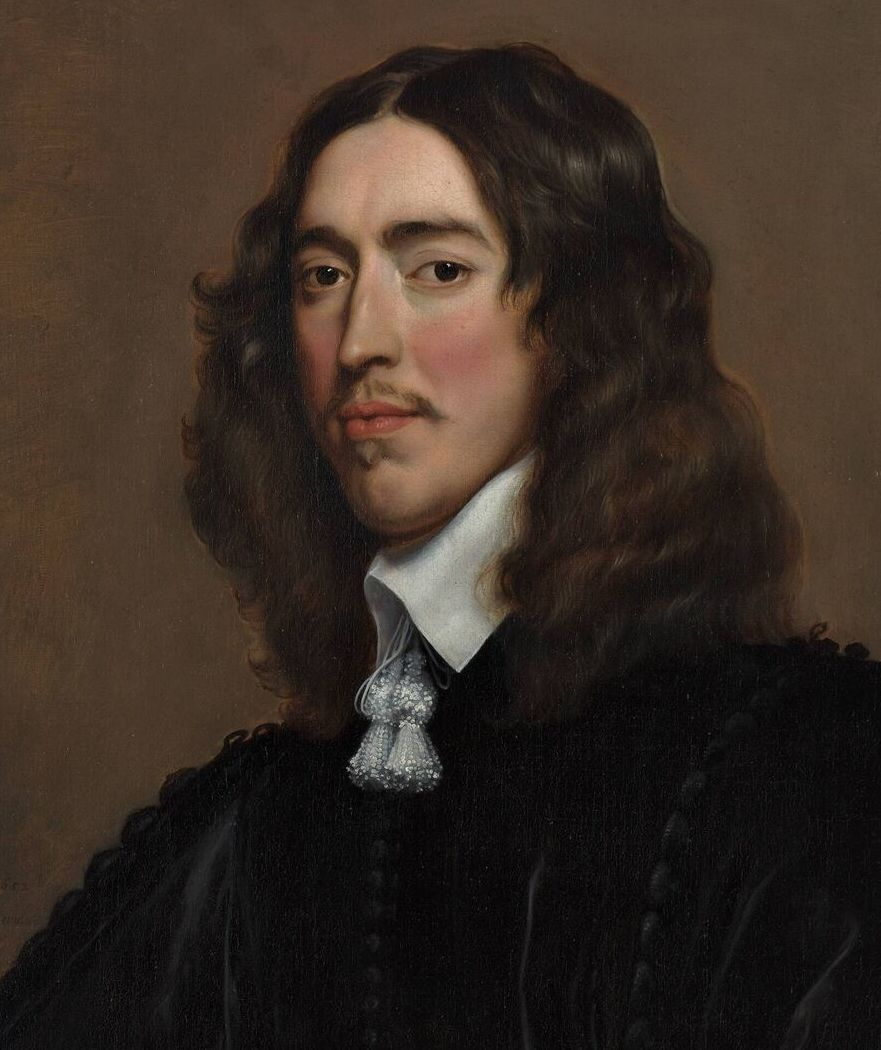
Retrato de Johan de Witt (1625-1672).

Em 31 de julho de 1667, o Tratado de Breda encerrou a Guerra Anglo-Holandesa e as negociações começaram em uma frente comum contra a França. foi impulsionado pelos Estados da Zelândia, apoiado por Sir William Temple, embaixador inglês em Haia e Bruxelas, e François-Paul de Lisola, representante de Leopold em Londres. 
De Witt resumiu o dilema holandês da seguinte forma; 'abandonar a Espanha é fazer da França um presente da Holanda, assumir sua defesa sozinha é loucura.' Embora ele e Charles da Inglaterra preferia a França, a grande maioria de seus compatriotas não, o que significava que eles tinham que satisfazer a opinião doméstica fazendo Louis recuar, mas permanecendo amigos. De acordo
com o francês embaixador na Suécia, Charles rapidamente reconheceu que isso era quase impossível, e se concentrou em garantir que Louis culpasse De Witt.
De abril de 1667 a junho de 1668, o comércio franco-holandês diminuiu 30%, devido à imposição de tarifas francesas.
Combinado com a perspectiva da França como vizinha, isso levou a amplo apoio para uma aliança anglo-holandesa entre Orangistas, os Estados Gerais e a população em geral.
Na Inglaterra, Parliament e business queriam a paz, enquanto a maioria preferia a Espanha por razões estratégicas e comerciais, incluindo o ministro-chefe Lord Arlington; uma aliança anglo-holandesa em apoio à Espanha parecia a solução ideal. Finalmente, permitiu que Carlos da Inglaterra mantivesse o Parlamento feliz, ao mesmo tempo em que demonstrava falta de confiabilidade holandesa e aumentando assim o preço que Louis pagaria por seu apoio no Tratado de Dover de 1670. Em setembro, De Witt prometeu garantir que a Espanha aceitasse os termos franceses para acabar com a guerra, mas Louis insistiu que ele se comprometesse a aplicá-los, se necessário. Quando Mariana recusou, ele persuadiu os States of Holland para aprovar resoluções em 10 de dezembro e 14 de janeiro de 1668, aprovando a ação militar contra a Espanha. Isso foi fortemente resistido pelas outras províncias, e pela oposição orangista na Holanda.
Quando Filipe morreu em 1665, o único aliado da Espanha era Leopoldo; em 1668, seus diplomatas haviam construído relacionamentos com os orangistas, a Inglaterra e os tradicionais apoiadores franceses, como Suécia e Brandemburgo. Em setembro de 1667, Afonso VI de Portugal foi deposto por seu irmão Pedro, que abriu discussões sobre o fim da guerra da Restauração. O acordo com a França de 1667 foi anulado e em 13 de fevereiro de 1668, a Espanha reconheceu a independência portuguesa com o Tratado de Lisboa.
Para financiar a campanha de 1668, Castel-Rodrigo concordou com um empréstimo de 2 milhões de florins dos mercados financeiros de Amsterdã; como segurança, os holandeses teriam permissão para ocupar Bruges, Ostende e Damme. A perspectiva de paz com Portugal significava que Mariana poderia rejeitar essas condições; ela enviou Castel-Rodrigo cartas de crédito por 600.000 escudos e um milhão de barras de prata. Isso permitiu
ele para começar a recrutar, enquanto Brandenburg oconcordou em fornecer 12.000 soldados. Em 20 de janeiro, Luís e Leopoldo assinaram um Tratado de Partição, concordando com a divisão do Império Espanhol se Carlos da Espanha morresse; isso inclui os termos dados a De Witt em setembro. A Tríplice Aliança foi assinada pela Inglaterra e pela República em 23 de janeiro, o terceiro membro, Suécia, aderindo formalmente em 5 de maio, três
dias depois de Aix -la-Chapelle. Continha um pacto de defesa mútua, um acordo para garantir que a Espanha aceitasse os termos franceses e cláusulas secretas, incluindo ação militar contra a França se Luís renegasse essa promessa. Ruvigny, embaixador francês em Londres, recebeu uma cópia em poucos dias, supostamente de Arlington, que ele passou para Lionne. Escrevendo dez anos depois, em grande parte para justificar a subsequente Guerra Franco-Holandesa, Louis alegou que foi um insulto calculado pela 'ingrata nação holandesa', mas sua reação na época foi muito mais moderada. Os franceses reconheceram que as cláusulas militares eram em grande parte inexequível; como observou Turenne, 'os holandeses têm mais má vontade do que poder, os ingleses nem tropas nem dinheiro'. Lionne também destacou a garantia da Aliança aplicado a ambos os lados, obrigando a Espanha a cumprir os termos franceses 'sem que nos custe um sou'.

### Fevereiro de 1668; a campanha em Franco-Condado
Ao longo de sua carreira, Louis procurou melhorar sua posição antes das negociações; em setembro, ele decidiu ocupar Franco-Condado. Era quase impossível para a Espanha defender, enquanto seu governador,
o Marquês de Yenne, tinha menos de 2.000 homens para manter toda a província. Os exércitos franceses também se beneficiavam de uma logística muito superior, permitindo-lhes abrir campanhas antes
que seus oponentes estivessem prontos. A invasão foi planejada para o início de fevereiro, normalmente considerada impraticável para movimentação de tropas, somando o fator surpresa a números superiores.
A operação foi comandada pelo Príncipe de Condé. Uma vez que o principal general da França, ele lutou contra Louis durante o 1648-1653 Fronda, então com a Espanha.
Até 1659; este foi seu primeiro comando desde que voltou do exílio em 1660. Franco-Condado foi considerado parte da Borgonha, a base de poder tradicional de sua família e sua seleção demonstrou controle
real sobre uma área com uma longa história como estado independente.
Para manter seus oponentes surpresos, Louis anunciou planos de dobrar o exército para 134.000 e vazou detalhes de uma campanha proposta para 1668. Liderados por ele e Turenne, 66.000 homens completariam
a conquista dos Países Baixos espanhóis; uma força subsidiária sob Filipe de Orleães atacaria Catalunha, com Condé nos Três Bispados para deter um ataque da Alemanha.
Isso forneceu cobertura para reunir tropas e suprimentos em Dijon; no início de fevereiro, Condé tinha 12.000 infantaria e 3.000 cavalaria concentrada perto de Auxonne. Ele dividiu o exército
em duas colunas,
o outro liderado por Luxemburgo, e entrou em Franco-Condado em 4 de fevereiro. Besançon e Salins-les-Bains
se renderam em 7 de fevereiro, após o que Condé e Luxemburgo se mudaram para Dole, onde se juntaram a Louis em 9 de fevereiro. Sua presença resultou em um ataque em grande parte desnecessário,
que custou aos franceses entre 400 a 500 baixas, suas únicas perdas significativas da campanha. Dole rendeu-se em 14 de fevereiro, seguido pela capital provincial de Gray no dia 19;
Louis estava de volta em Saint-Germain no dia 24.

### Maio de 1668; Norte da Catalunha
Na frente sul, os espanhóis tomaram a iniciativa; o Duque de Osuna, Vice-rei da Catalunha, invadiu a Alta Cerdanya com 2.300 infantaria e 200
cavalaria. Fracas defesas francesas permitiram-lhe capturar 55 aldeias na região, embora o local irregular miquelets combinado com os militares franceses na resistência
à invasão. As incursões espanholas continuaram até 1669, forçando os franceses a fortificar a fronteira.

### Tratado de Aix-la-Chapelle
Com o maior exército da Europa, Turenne, Condé e Orléans defendiam a continuação da guerra. Lionne, Colbert e Le Tellier recomendaram a paz, principalmente por motivos financeiros; A década de 1660 foi um período de declínio econômico, e a guerra era cara. A França não estava preparada para uma guerra naval contra os holandeses e ingleses, e enquanto Colbert havia iniciado políticas destinadas a reduzir sua dependência
do transporte holandês para o transporte de mercadorias, isso levaria tempo. Além dos já contratados com Brandenburg, Carlos de Lorena ofereceu a Mariana outros 8 mil homens. 
Em fevereiro, foi relatado que Charles, de sete anos, sofria de varíola, uma doença muitas vezes fatal; sua morte daria a Louis uma boa chance de alcançar seus objetivos sem lutar. A combinação decidiu-o pela paz; em 25 de abril, o Tratado de Saint Germain, entre França, Inglaterra e República, finalizou os termos, que foram então incorporados ao Tratado de Aix-la-Chapelle, assinado por Espanha e França em 2 de maio.

## Consequências
A França retirou-se de Franco-Condado e dos Países Baixos espanhóis, com exceção de onze cidades e arredores. Lille, Armentières, Bergues e Douai foram considerados essenciais
para reforçar a vulnerável fronteira norte da França e permanecer francês até hoje. A retenção de Tournai, Oudenaarde, Kortrijk, Veurne, Binche, Charleroi e Ath fez futuras ofensivas muito mais fácil, como demonstrado em 1672.
Do ponto de vista militar, a França fortaleceu sua fronteira norte e Vauban começou a trabalhar na linha de defesa que ficou conhecida como Ceinture de fer. Posse de cidades como Charleroi e Tournai facilitaram futuras campanhas através do controle de rotas vitais para a Holanda espanhola, mas foram facilmente isoladas e exigiram guarnições caras.
Os resultados políticos foram mistos; no Tratado de Partição, Leopoldo reconheceu o direito de Luís de herdar parte do Império Espanhol, para a ira da Espanha. No entanto, as ambições expansionistas de Louis provocaram discussões sobre uma coalizão anti-francesa, culminando na formação da Grande Aliança de 1689.
O papel da Tríplice Aliança na paz é debatido por historiadores modernos, incluindo Herbert Rowen
 Seu real significado foi alinhar os objetivos ingleses e holandeses, apesar da breve interrupção em 1672 do profundamente impopular Terceiro Anglo-Holandês Guerra; os holandeses viram Aix-la-Chapelle como um triunfo diplomático.
A preocupação com as ambições francesas também reviveu o partido orangista, aumentando o conflito político interno com a facção republicana de De Witt. Um resultado foi a negligência deliberada do exército holandês, geralmente visto como reforçando o poder do Príncipe de Orange; isso teve repercussões catastróficas em 1672.  Louis foi para a guerra em 1667 acreditando que os holandeses nunca concordaria voluntariamente com as concessões que ele exigia na Holanda espanhola; ele agora decidiu que a melhor maneira de conseguir isso era derrotar 
primeiro a República e começou a planejar a Guerra Franco-Holandesa. 